# Ignatios Kozadinos

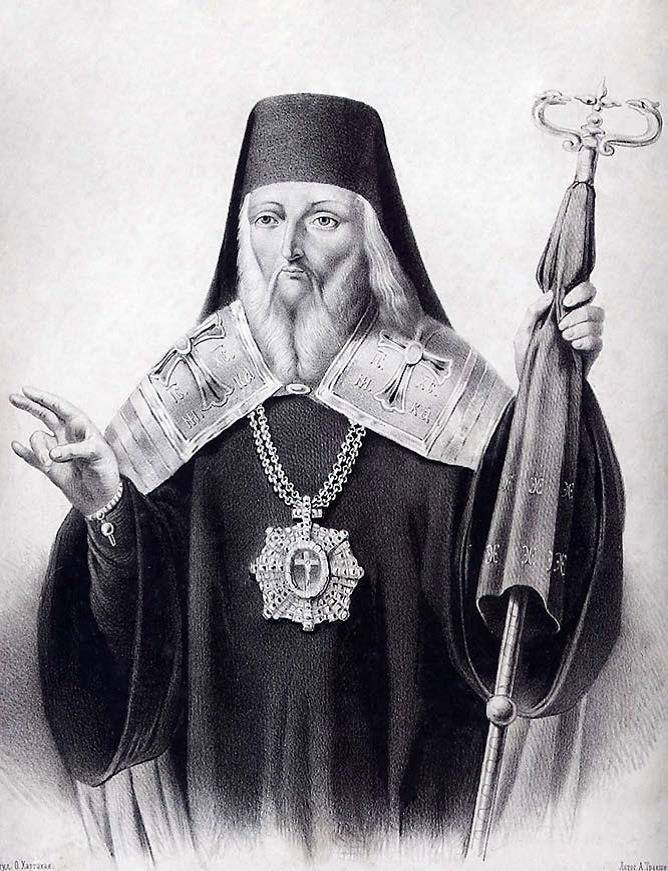
Ignatios Kozadinos

Ignatios Kozadinos oder Gozadinos, besser bekannt als Ignatios von Mariupol, (* 1716 in Kythnos; † 16. Februar 1786 in Mariupol) war ein griechisch-orthodoxer Metropolit von Gothia und Kaffa, der seine Diözese nach Mariupol umsiedelte. Er wird als Heiliger der Orthodoxen Kirche verehrt.

## Biografie
Er wurde 1716 in Kythnos als Iakovos Kozadinos geboren und stammte aus der Familie der Kozadinis oder Gozzadinis. Die Kozadinis waren ursprünglich Angehörige eines Adelsgeschlechts, das aus dem „fränkischen“, d. h. katholischen (West-)Europa stammte. Obwohl die Familie katholisch war, traten ihre Angehörigen im Laufe der Jahrhunderte zur Orthodoxie über. Ignatios’ Vorfahr Antonios Gozzadinos baute im Jahr 1613 die Kirche Agios Savvas in Chora, in der Iakovos Kozadinos später getauft wurde.
Als junger Mann ging er auf den Berg Athos, wurde Mönch im Kloster Vatopedi und erhielt den kirchlichen Namen Ignatios. Später erfolgten dort Weihen zum Diakon, Priester und Bischof. Danach wurde er in Konstantinopel zum Erzbischof ernannt. Schließlich wurde er im Jahr 1771 zum Metropoliten von Gothia und Kaffa auf der Krim bestimmt, wo er sich für die geistige Wiederbelebung der Griechen und die Bewahrung ihres Nationalbewusstseins und des orthodoxen christlichen Glaubens einsetzte.
Im Jahr 1778 übernahm er die Aufgabe, die orthodoxen Griechen von der Krim, die unter der Herrschaft der Tataren stand, ans Nordufer des Asowschen Meeres umzusiedeln, wo sie Mariupol sowie zahlreiche umliegende Dörfer erbauten. In der neuen Stadt und ihrem Umland ließ er sich mit seiner Gemeinde nieder und gründete mehrere Kirchen, darunter die alte Charalambos-Kathedrale, die erste Mariä-Geburt-Kirche von Karassewka und die erste Mariä-Himmelfahrt-Kirche (je später durch Neubauten ersetzt) sowie mehrere Kirchen der umliegenden Dörfer. Ignatios geriet mehrfach in Konflikt mit einem Teil der umgesiedelten Griechen, da sie ihm wiederholt die Schuld an Misserfolgen gaben. Er starb in Mariupol am 16. Februar 1786. Sein Grab fand er in der Kathedrale, wo es zunächst auch verblieb, nachdem neben ihr eine neue Charalambos-Kathedrale erbaut wurde.

## Ehrungen
Ignatios wurde vom Heiligen Synod der Ukrainisch-Orthodoxen Kirche Moskauer Patriarchats am 11. Juni 1997 als lokal verehrter Heiliger heiliggesprochen. Am 30. November 2017 wurde diese Entscheidung vom Heiligen Synod der Russisch-Orthodoxen Kirche gesegnet und der 3./16. Februar, also der Todestag von Ignatios, als kirchenweiter Gedenktag in die Monatsbücher der Russisch-Orthodoxen Kirche aufgenommen. Die Verherrlichung (ukrainisch Уславлення, russisch Прославление) erfolgte am 15. November 1998 in der St.-Nikolaus-Kathedrale von Mariupol. Darüber hinaus wird er – auf Beschluss der Metropolis von Syros – als lokaler Heiliger in seinem Herkunftsort geehrt. Am 1. Oktober 2016 wurde ein Teil seiner Reliquien von Mariupol nach Chora Kythnos überführt. Sein 100. Todestag wurde in Mariupol feierlich begangen. Zudem wurde ein Stipendium in seinem Namen eingerichtet.
In Mariupol wurden mehrere Ignatius-Denkmäler errichtet. Im Zuge der Umwandlung der alten Kathedrale von Mariupol in eine St.-Katharina-Kirche wurde sein Grab mit einer Gedenktafel versehen, die folgende Inschrift trug: „Hier ruht der wohlerinnerte Heilige Ignatius, der 24. Metropolit von Gothfey und Kefay, Wächter des Patriarchats von Konstantinopel auf der Krim. Er führte die Griechen von dort im Jahr 1777 und siedelte sie im Distrikt Mariupol an. Dort bat er um eine privilegierte Urkunde für sie, starb am 16. Februar 1786 und ist bis heute erhalten.“ Die Sowjetunion zerstörte beide Kirchen in den 1930er Jahren, so dass sein Grab ins Heimatmuseum gelangte. Als die Deutschen Mariupol im Zweiten Weltkrieg besetzten, wurden die Reliquien im Jahr 1942 in eine Hauskirche gebracht, da Kirchgemeinden wieder zugelassen wurden. Das Haus steckten die abziehenden Deutschen allerdings 1943 in Brand. Ein Subdiakon barg die Reste und brachte sie in eine andere Kirche, seit 1993 befinden sie sich in der St.-Nikolaus-Kathedrale.
Nach der Unabhängigkeit der Ukraine konnten wieder Denkmäler für den Metropoliten errichtet werden. Eines befand sich neben der Erzengel-Michael-Kathedrale im Südosten Mariupols, wo es 1998 auf einer Aussichtsplattform errichtet wurde. Initiiert wurde es von Mychajlo Poschywanow. Es wurde aber im Frühjahr 2022 während der Belagerung von Mariupol zerstört und durch ein Kreuz ersetzt. Ein zweites Denkmal steht seit dem Jahr 2008 vor einem griechischen Kulturzentrum in Mariupol. Ein drittes Denkmal wurde 2010 auf dem Theaterplatz geplant, aber nicht umgesetzt. In Donezk entstand im Jahr 2003 eine Kirche im Donezkstal-Werk, die Ignatius geweiht wurde.

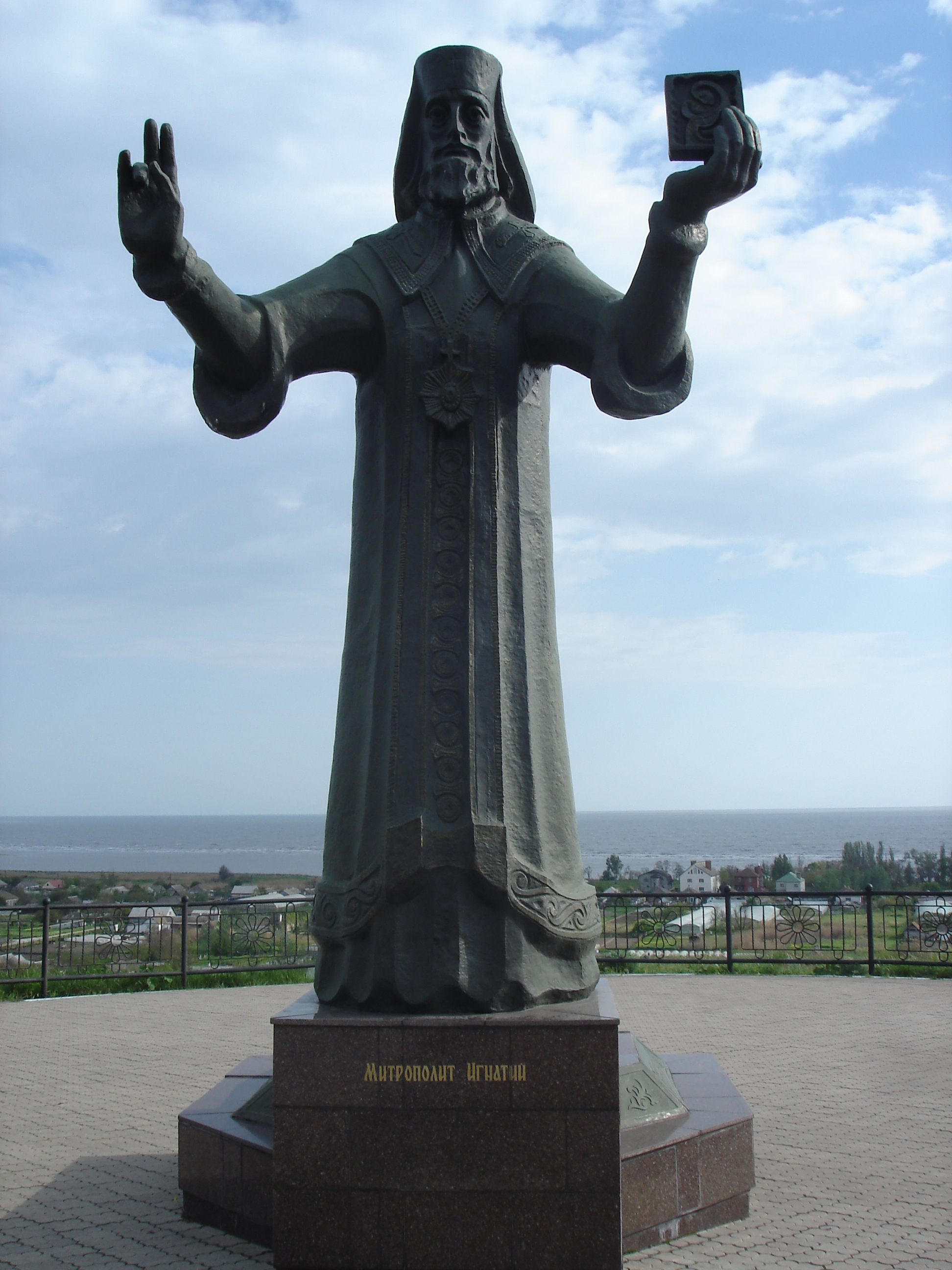
Denkmal von 1998 in Mariupol
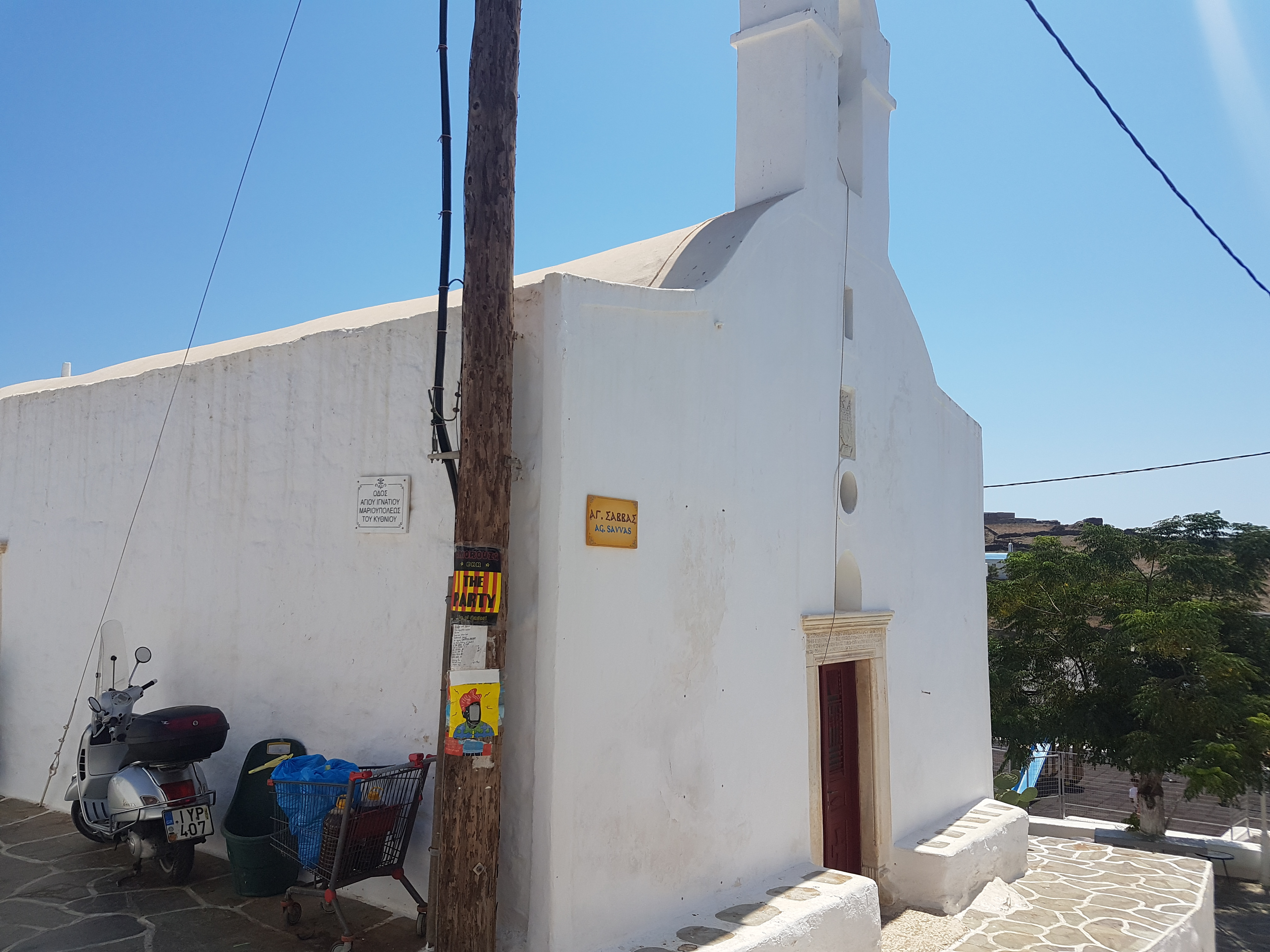
Erinnerungstafel an der Agios-Savvas-Kirche
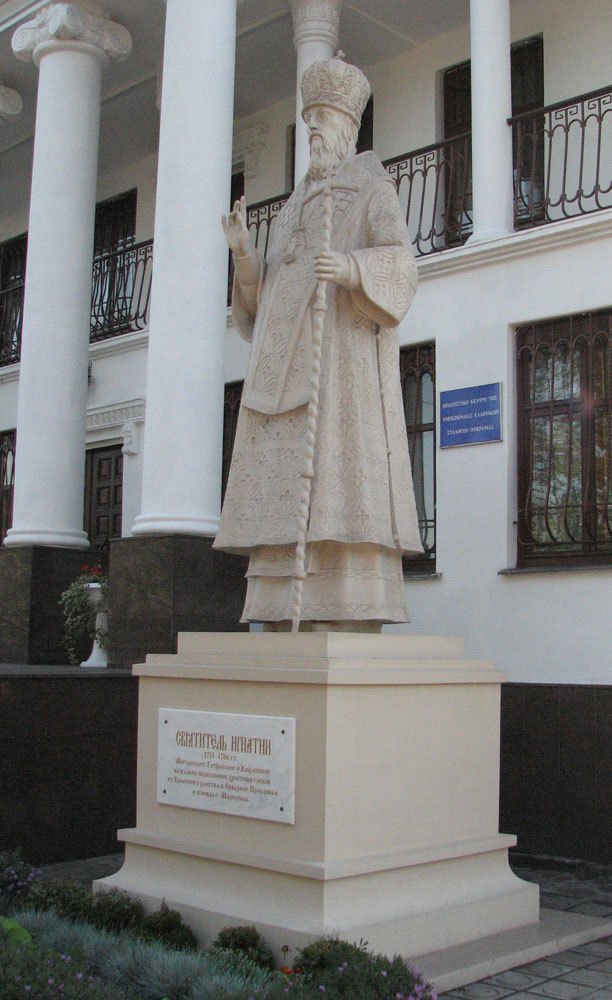
Denkmal von 2008 in Mariupol